# Abdi-Ashirta
Abdi-Ashirta (XIV secolo a.C. – XIV secolo a.C.) è stato un sovrano siriano.
Abdi-Ashirta il cui nome significa «Servo di Asherah», era il sovrano di Amurru, un regno situato nell'attuale Siria meridionale e soggetto, almeno nominalmente, al controllo egiziano, che era in contrasto col re Rib-Adda di Biblo. 
Le lettere di Amarna testimoniano come Rib-Adda si lamentasse amaramente col faraone Akhenaton dei tentativi di Abdi-Ashirta di ricavarsi un regno più vasto a suo discapito. La morte di Abdi-Ashirta è menzionata da Rib-Adda in una lettera ad Akhenaton.
Gli succedette il figlio Aziru.